# Hara (arte marțiale)
Hara este termenul japonez pentru conceptul elementar de "centru al corpului" (uman). Hara este localizat în centru de greutate centrul gravitațional al corpului uman, în artele marțiale orientale și discipline de meditație orientale, dar și în medicina tradițională chineză. În general e considerat a se afla două-trei lățimi de degete sub și în spate de ombilic. Termenul corespunzător din limba chineză este fù.
Hara este considerat a fi centrul energiei spirituale și fizice și în artele marțiale joacă un rol decisiv în execuția multor tehnici (poziții de bază, respirație, mișcare, apărare, acțiuni ofensive).